# Игра на стъклени перли
„Игра на стъклени перли“ (на немски: Das Glasperlenspiel) е роман от немския писател Херман Хесе (1877 – 1962), публикуван през 1943 г.

Една пролетна утрин на 1944 година Томас Ман изживява в емигрантското си убежище на калифорнийския бряг край Лос Анджелис паметно литературно събитие – от Швейцария са пристигнали двата тома на романа „Игра на стъклени перли“. На шестдесет и шест годишна възраст приятелят му Херман Хесе е завършил една – по думите му – „мъчително-прекрасна творба“. Самият Томас Ман се труди над своя „Доктор Фаустус“ и книгата на Хесе го изумява, покъртва, изпълва с трепет. Той записва в дневника си: „Сега, когато видях цялото произведение, почти се изплаших от сродството му с това, което така поглъщаше и мене. Същата идея за измислена биография с отсянка на известна пародия. Същата връзка с музиката. И тук имаме критика на културата и епохата...“ Томас Ман си отбелязва по-важните прилики и отлики: „У мене всичко е по-заострено, по-рязко, по-ярко, по-драматично (защото е по-диалектично), по-близко до съвременността и по-непосредствено. У него – по-меко, по-мечтателно, по-заплетено, по-романтично и повече като игра (във висшия смисъл на думата). Но духовният хоризонт, запознатостта с културата – извънредно широки...“ И изпраща на Хесе писмо, изпълнено с възхищение от „едно наистина зряло майсторство“.
Херман Хесе пише „Игра на стъклени перли“ близо едно десетилетие, създава романа в Монтаньола сред Швейцарските Алпи, където се е оттеглил в доброволно изгнание след Първата световна война. Възникването на творбата съвпада с възхода на националсоциализма в Германия, с измамните политически победи на един неуспял художник, с усилената подготовка и разпалването на нова война. В едно писмо от тридесетте години Хесе споделя: „За мен бяха важни две неща – да изградя едно духовно пространство, в което да мога да дишам и да живея въпреки цялата отрова на света, да си създам убежище и крепост, и освен това да изразя съпротивата на духа срещу варварските сили и по възможност да подкрепя приятелите си в Германия.“
Всемирното единство
Това е външният подтик за писателя, за да се заеме с този обемист роман, който ще се окаже връхна точка в развитието му на творец. Вътрешният подтик обаче е друг. От дълги години Хесе носи в себе си идеята за „всемирното единство“. Тази идея той е почерпил от източните мислители, с които влиза в досег още в ранна младост. Нека споменем, че дядото и бащата на писателя са били мисионери в Индия, а самият той предприема през 1911 година пътешествие до тая страна, за да опознае културата на Изтока, занимава се с йога и развива техниката на самовглъбяването. Хесе се увлича и от древнокитайската философия, любим образ става за него живелият през VI век пр.н.е. мъдрец Лао Дзъ, създател на учението за „Дао“ или „Пътя на нещата“. Но особено го интересуват възгледите за музиката на философа Лю Ву Уей, който в трактата си „Пролет и есен“ казва:
„Произходът на музиката е твърде далечен. Тя възниква от отмереността и се корени във великото единно начало. Великото единно начало създава два полюса; двата полюса дават силата на тъмнината и светлината... Съвършената музика има своите извори. Тя се поражда от равновесието. Равновесието се поражда от справедливостта, справедливостта – от смисъла на света. Затова за музиката можем да говорим само с човек, разбрал смисъла на света.“
Още от юношеските си години, когато е напуснал семинарията в Маулбронския манастир, Херман Хесе е убеден, че музиката и въобще духовните постижения противодействат на суетата на съществуването, те са именно доказателството, че човешкият живот има смисъл. За да защити тази своя идея Хесе се заема в „Игра на стъклени перли“ да опише по подобие на Гьотевия „Вилхелм Майстер“ една въображаема „педагогическа провинция“, чийто висш принцип да бъде „заличаването на индивидуалното, възможното включване на отделната личност в йерархията на възпитателните инстанции“. Писателят пренася своята „провинция“ в началото на XXV век и я нарича Касталия – така според древногръцката митология гласи името на вълшебния извор в подножието на Парнас, където Аполон води деветте музи и съпровожда песните им със златната си лира.
Педагогическата провинция
В Касталия владеят най-строги методи на обучение. Младите мъже – тук жени не се допускат – биват издирвани из цялата страна още в ранна възраст и преминават през цяла система от елитни училища. Върховна и обединяваща дейност в Касталия е съхранената от традицията интелектуална „игра на стъклени перли“, която си служи с високо развит таен език. Играта включва в себе си редица науки и изкуства, а също древната източна философия. Но главното тук са математиката и музиката, защото според Хесе именно музиката е в състояние да изрази съдържанието на почти всички духовни ценности, тя е „необходимо допълнение към действителността“. В едно писмо от 1950 година Хесе посочва: „Европейската душа е създала музиката – този въплътен порядък, този върховен символ на цялото достойно преклонение, на всичко, към което трябва да се стремим. Излишен е въпросът способни ли са изкуството и прекрасното да направят човека по-добър и по-силен; те непрекъснато, подобно на звездното небе, ни напомнят за светлината, порядъка, хармонията, смисъла в хаоса.“ По думите на Теодор Адорно съвременната музика е престанала да бъде средство за изразяване и отразяване, а се е превърнала единствено в „оплакване“. Ето защо идеал за Херман Хесе става не съвременната, а класическата музика – творбите на Моцарт, Бетховен, Йохан Себастиан Бах, Хайдн, – при това не само и не толкова в емоционално отношение, колкото като морал, естетика и философия.
Главният герой в романа, Йозеф Кнехт, преминава през всички етапи на елитното обучение в Касталия, достига върха на йерархията, но най-вече усвоява до съвършенство „играта на стъклени перли“. Чрез нея развива своя вътрешен живот и се възпитава в „homo ludens“ – играещ човек. Смисъла на своите занимания, а и на цялата култура, на целия живот, на всяко деяние и огорчение той вижда в основния принцип на класическото изкуство, изразен от Шилер и подет от Бетховен – постигане на радост през страданието, „durch Leiden Freude“. Йозеф Кнехт внушава на учениците си: „Ние смятаме класическата музика за екстракт и същина на нашата култура, защото тя е неин най-ясен, характеризиращ я жест и проявление... изразителността на класическата музика означава: посветеност в трагизма на човешката природа, съгласие с човешката участ, смелост и ведрост! Такова трябва да бъде и звученето на нашите игри на стъклени перли, на целия ни живот, на всичките ни дела и страдания.“
Но героят на Хесе се стреми да открие тайните на музиката в цялата ѝ всеобхватност – не само в нейната духовна съставка, възвишена и рационална, но и в нейното емоционално, чувствено начало. В процеса на работата върху романа Херман Хесе е претърпял развитие на възгледите си, той се е изпълнил със съзнанието за проблематичността на един чисто духовен свят. И усвоява идеята на Сьорен Киркегор, развита в етюда му за Моцартовия „Дон Жуан“, че музиката е някакво средно състояние между Бога и Преизподнята, което е най-характерното и основно състояние на човешкото съществование. Ето защо Йозеф Кнехт постепенно се обзема от несъгласие с традициите на „провинцията“, които умъртвяват у човека чувственото заради духовното. Кнехт започва да дири хармоничен път на развитие, който да съчетава двете противоположни начала.
Дейност и съзерцание
Тук Херман Хесе подхваща една от трайните теми в немската литература – противоречието между „vita activa“ и „vita contemplativa“, между деятелния и съзерцателния живот, между светския човек и мислителя. Този конфликт се заражда в романа от общуването на Йозеф Кнехт с приятеля му Плинио Десиньори. Сближава се с него не само заради остроумието му и обиграността му в ораторското изкуство, но най-вече „заради оня чужд мир, който неговият приятел и противник представляваше и който се учеше да опознава или долавя във фигурата, в думите и жестовете му, оня така наречен реален свят, в който имаше нежни майки и деца, гладуващи хора и бедни къщи, вестници и изборни борби, оня примитивен и едновременно изтънчен свят, в които Плинио се завръщаше през всички ваканции, за да посети родителите, братята и сестрите си, да ухажва момичетата, да присъства на работнически събрания или да бъде гост в благороднически клубове, докато Кнехт оставаше в Касталия, пътешестваше с другарите си, къпеше се, упражняваше ричеркарите на Фробергер или четеше Хегел.“
Ето как постепенно идеал за Йозеф Кнехт стават ония учители от Касталия, които работят извън нейните предели и то в полза на другите. И в края на романа героят на Хесе напуска „педагогическата провинция“, поема към действителния свят и става учител на малкия Тито – едно будно и непохабено от празна интелектуалност момче. И въпреки че още в началото на своя нов път Йозеф Кнехт намира смъртта си в ледените води на едно планинско езеро, гибелта му не е безплодна – тя предава на ученика и приятеля идеята за служене на Живота.
Кризата на духа
Описанието на нравите в Касталия и животописът на „магистър на играта“ Йозеф Кнехт са само външната страна, видимостта в романа. В по-дълбоката си същност той представлява пространно размишление върху кризата на духа в едно време, когато – по израза на Хайнрих Ман – „угасва духовното жизнено чувство“. Пренесената далеч в бъдещето утопична провинция се е откъснала от света, за да съхрани достиженията на културата, да ги спаси от пошлостта на една модерна „фейлетонна епоха“, изгубила представа за истината и красотата. Тук именно се проявява голямата стойност на творбата. Защото Херман Хесе не представа своята Касталия като окончателно решение на проблема за духа в едно враждебна на културата време – а това е реалното време на фашисткото нашествие в Европа. Отрекла се от „грубата действителност“, Касталия се превръща в мъртва „кула от слонова кост“ без творчески живец. Обитателите на „педагогическата провинция“ не създават нови художествени произведения или нови философски и научни системи. Те се задоволяват да култивират наличните, традиционни духовни ценности, като ги комбинират във все по-голямо разнообразие. Но тъкмо основата на касталския бит – музиката – е нещо застинало, бездушно. Тя може да бъде овладявана безкрайно, да доставя интелектуална наслада, от нея извличат философска мъдрост, но тук никой не твори музика. Така Касталия се оказва безплодна, тя е обърната само към миналото, в нея времето е спряло. Играта на стъклени перли е превърнала културата в музей, понеже не я развива и тъкмо с това я осъжда на гибел. И като във всеки образцов „образователен роман“ накрая Хесе извежда своята поука – служенето на Духа не трябва да възпрепятства служенето на Живота. Животописът на Йозеф Кнехт приключва с прозрението на ученика му, че тъкмо вината за смъртта на майстора ще го преобрази, ще го постави пред нови изисквания – много по-големи, отколкото той сам си е налагал дотогава.
Платоничен блян
Самият Херман Хесе в едно писмо до швейцарския поет Роберт Фези дава критична оценка на основната си идея в романа „Игра на стъклени перли“: „Моята утопия показва само една възможност за духовен живот, един платоничен блян, идеал, който не може да се смята валиден за вечни времена, показва един постижим, но съзнаващ своята относителност свят. Вътрешният смисъл на този свят е въплътен в младия Йозеф Кнехт и ръководителя на ордена, докато късният Кнехт, исторически школуван, олицетворява идеята за относителността и преходността и на най-идеалния свят. Това, че Кнехт е можал да го види тъй, той дължи на отец Якобус; а че аз можах да видя Касталия, моята утопия, същевременно и в нейната относителност, го дължа на оня Якобус, от когото отецът е получил името си – Якоб Буркхарт.“
Позоваването на швейцарския историк на културата вече подсказва, че в „Игра на стъклени перли“ не толкова се създава един художествен свят, колкото се излагат идеи и личен духовен опит. И тук важи определението на Томас Ман, че в областта на романа днес е от значение това, което не е роман. Творбата на Херман Хесе спада към ония художествено-философски текстове, които Макс Фриш обозначава като „костюмирана есеистика“. Тази идейна преднамереност проличава и в композицията на романа, който е построен като музикално произведение. Като симфонично встъпление се въвежда историята за възникването на провинцията Касталия, принципите на играта със стъклени перли, първите стъпки на героя. Но в тази експозиция вече се съдържат всички теми, които се разгръщат в основната част. А тя от своя страна обхваща разказа за живота в провинцията, споровете с другарите, изграждането на личността на Йозеф Кнехт. Във финала идва развръзката, противоречията се разрешават сякаш диалектически – героят напуска Касталия и загива. Литературното наследство на Кнехт, поместено в края на книгата, представлява завръщане към вече прозвучалите теми, към тяхното стълкновение, но в друга ритмична и хармонична окраска – като вариации, реприза и кода.
Романът на Херман Хесе представлява въведение в хуманистичната култура. И в същото време е предупреждение за пагубните увлечения на интелектуализма. Това е книга за сложния, противоречив, но необходим живот на духа.